# Wet van Hopkinson
De wet van Hopkinson, genoemd naar John Hopkinson, is het magnetisch equivalent van de wet van Ohm. De wet drukt de magnetische bronspanning uit als product van de magnetische weerstand en de magnetische flux:
{\displaystyle \Theta ={\mathfrak {R}}_{m}\cdot \Phi }
Daarin is:
{\displaystyle \Theta } de magnetische bronspanning in ampère of ampère-windingen
{\displaystyle {\mathfrak {R}}_{m}} de magnetische weerstand of reluctantie in AV−1s−1
{\displaystyle \Phi } de magnetische flux in weber (Wb) (magnetische stroom)
Waar de wet van Ohm vaak uiterst nauwkeurige voorspellingen doet, is dit bij de magnetische tegenhanger niet zo. De oorzaak daarvan is dat elektrische stroom vrijwel uitsluitend door geleiders plaatsvindt, maar veel stoffen zoals lucht en allerlei elektrische isolatoren een sterk van nul afwijkende magnetische weerstand hebben. Magnetische circuits zijn daarmee veel moeilijker te construeren.